# Мария Кристина (королева Сардинии)
Мария Кристина Амелия Тереза де Бурбон (итал. Maria Cristina Amalia Teresa di Borbone-Napoli; 17 января 1779, Казерта — 12 марта 1849, Савона) — неаполитанская принцесса из династии Бурбонов, в замужестве — королева Сардинского королевства.

## Биография

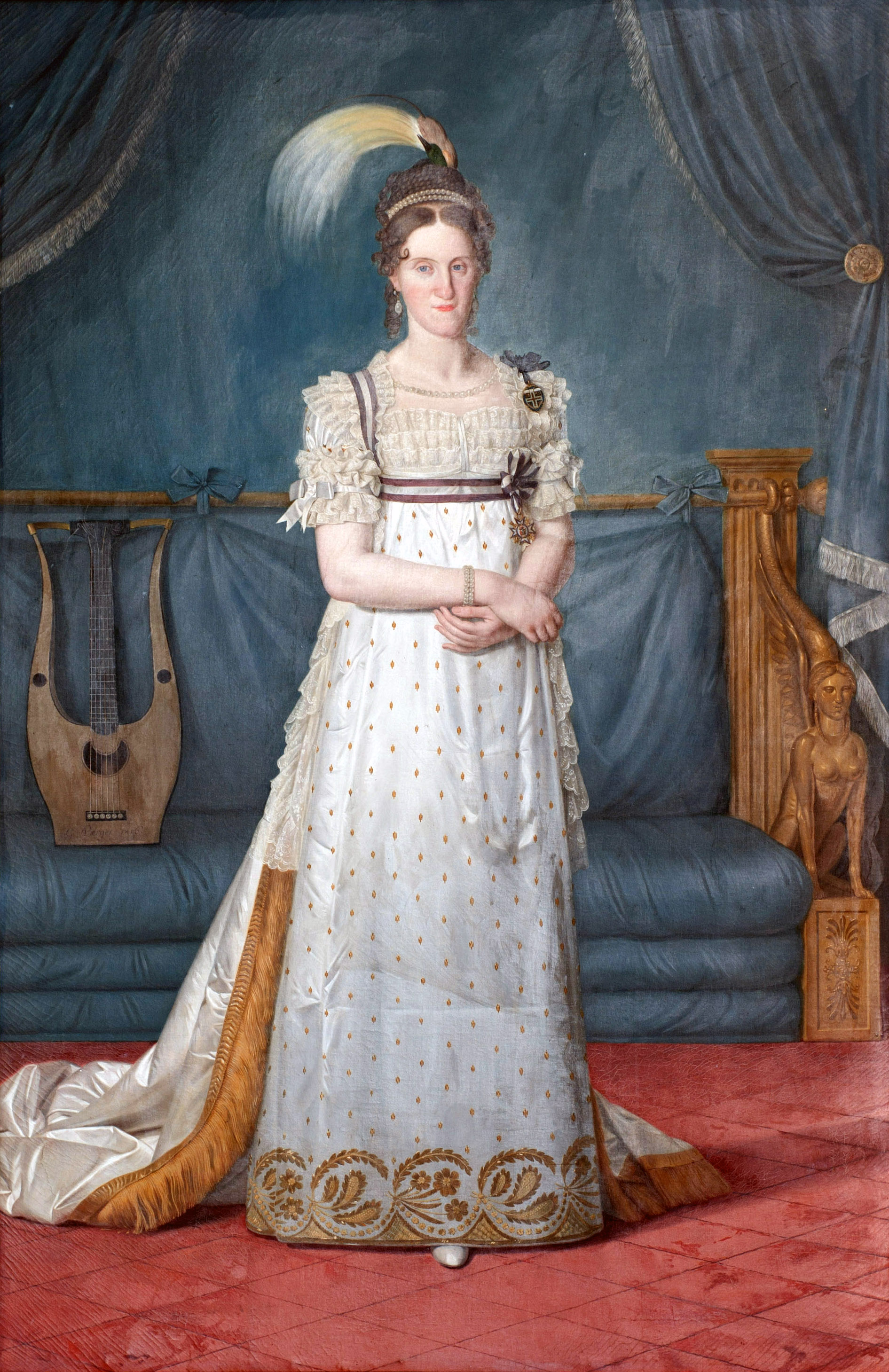
Мария Кристина Бурбон-Сицилийская

Мария Кристина Амелия Тереза де Бурбон была дочерью короля Сицилии и Неаполя Фердинанда I и его супруги, Марии Каролины Австрийской, дочери императрицы Священной Римской империи Марии Терезии. У неё была сестра-близнец Мария Кристина Амелия, которая умерла от оспы в четырёхлетнем возрасте.
6 апреля 1807 года она в Турине вступает в брак с принцем Карлом Феликсом, будущим королём Сардинского королевства. Мария Кристина и её супруг не имели детей. После смерти Карла Феликса она живёт в Савоне как вдовствующая королева вплоть до своей кончины в 1849 году. В течение вдовства Мария Кристина всячески поддерживала аббатство Оуткомб в Савойе, где находился фамильный склеп Савойского дома. В годы Великой французской революции аббатство сильно пострадало, и по указанию Марии Кристины там были проведены восстановительные и реставрационные работы. Королева была похоронена в этом аббатстве рядом с могилой своего супруга.
Мария Кристина была кавалером двух женских орденов: австрийского Благороднейшего ордена Звёздного креста и испанского ордена королевы Марии Луизы.